# Escola Nacional de Administração Pública
A Escola Nacional de Administração Pública (abreviado Enap) é uma escola de governo do poder executivo federal brasileiro, que oferece formação e aperfeiçoamento sobre Administração Pública no formato educação à distância (EaD); é uma entidade vinculada ao Ministério do Planejamento do Brasil (governo federal), que desenvolve competências dos servidores públicos para aumentar a capacidade de governo na gestão das políticas públicas.
Com a publicação da MP nº 870, de 1º de janeiro de 2019 (posteriormente convertida na Lei nº 13.844, de 2019), a Escola de Administração Fazendária (Esaf) foi oficialmente extinta e sua estrutura incorporada à Enap.

## História
A criação de uma escola de governo que promovesse a formação e a qualificação de quadros de alto nível, com a missão de modernizar e tornar eficiente a Administração Pública Federal, como é hoje a Escola Nacional de Administração Pública (ENAP), já era proposta presente, em 1982,  no estudo promovido pelo embaixador Sergio Paulo Rouanet (2005). Esse estudo representou um marco que influenciou a concepção da ENAP e a constituição de uma carreira para seus egressos, a de Especialista em Políticas Públicas e Gestão Governamental (EPPGG).
A Escola Nacional de Administração Pública (ENAP) foi instituída em 1986 com a finalidade de propiciar, aos integrantes dos quadros de carreira, com base no critério da qualificação profissional, o acesso às funções administrativas e gerenciais do setor público. Para tanto, a ENAP teria por objetivo planejar, promover, coordenar e avaliar as atividades de formação, aperfeiçoamento e profissionalização do pessoal civil da alta administração pública federal.
Em seu ato de criação (Decreto nº 93.277/1986) ficou estabelecido que a Enap seria a escola de governo responsável pela formação e profissionalização dos servidores dos escalões superiores da administração pública federal. Já o Centro de Desenvolvimento da Administração Pública (Cedam) seria a centro de treinamento responsável pela formação e capacitação dos servidores civis das áreas técnicas e técnico-operacionais.
A ENAP é, portanto, a instituição responsável pela formação de pessoal qualificado para o exercício de atividades de formulação, implementação e avaliação de políticas públicas e a habilitação para o exercício de cargos de direção e assessoramento superiores.
De acordo com Souza, 
“O principal objetivo da ENAP, no momento de sua criação, consistiu em preparar servidores públicos para a execução de tarefas de alta gerência do Governo Federal. Nas palavras de seu primeiro diretor, Nilson Holanda: ‘essa escola deverá contribuir para a profissionalização e valorização do Servidor Público no País, criando um corpo de elite, altamente capacitado, tanto em termos de formação teórica aprofundada, de caráter interdisciplinar e pluralista, como em função de um treinamento prático, através de estágios em órgãos oficiais ou aprovados e do debate e reflexão sobre problemas concretos da realidade administrativa brasileira, com base em trabalhos de pesquisa e estudos de caso’ (Ramos, 1981). Florindo Villa-Alvarez, primeiro Diretor de Ensino e Pesquisa e um dos criadores da ENAP, assim se expressou ao referir-se à Escola: ‘A ENAP será uma espécie de Escola de Estado-Maior do oficialato administrativo, isto é, preparará o administrador superior para as mais altas decisões político-administrativas... Após dois anos de curso, essa Escola procurará dar aos egressos uma iniciação à última etapa de alto executivo em administração governamental.’ O objetivo primeiro da ENAP, portanto, era preparar o Especialista em Políticas Públicas e Gestão Governamental [EPPGG], tanto em termos de uma formação teórica aprofundada e interdisciplinar – o generalista – como de um treinamento específico prático sobre os problemas concretos da realidade brasileira – o especialista” (1996, 185 e 188).
A nomeação para cargos de Especialista em Políticas Públicas e Gestão Governamental (EPPGG/Gestor Governamental) depende de aprovação e classificação, até o limite de vagas oferecidas, em concurso público de provas e títulos, e subseqüente conclusão, com aproveitamento em curso específico de formação, ministrado pela Escola Nacional de Administração Pública – ENAP. Às classes integrantes da Carreira de Especialista em Políticas Públicas e Gestão Governamental é cometido o exercício de atividades a serem desenvolvidas em níveis diferenciados de assessoramento e direção, planejamento, coordenação e execução, ligadas à formulação, implementação e avaliação de políticas públicas.

## Estrutura
O Estatuto atual da ENAP é estabelecido pelo Decreto nº 10.369, de 22 de maio de 2020 e define a seguinte estrutura organizacional:
I - órgãos de assistência direta e imediata ao Presidente da Fundação Escola Nacional de Administração Pública:
a) Gabinete;
b) Assessoria de Comunicação;
c) Assessoria de Relações Institucionais;
d)  Assessoria de Eventos; e
e) Diretoria-Executiva;
II - órgãos seccionais:
a) Procuradoria Federal;
b) Auditoria Interna; e
c) Diretoria de Gestão Interna;
III - órgãos específicos singulares:
a) Diretoria de Desenvolvimento Profissional;
b) Diretoria de Educação Executiva;
c) Diretoria de Altos Estudos; e
d) Diretoria de Inovação; e
IV - órgãos colegiados:
a) Conselho Diretor; e
b) Conselho Consultivo.
A ENAP oferece cursos de formação e aperfeiçoamento para as carreiras de EPPGG, de Analista de Planejamento e Orçamento, entre outras, além de Mestrados Profissionais nas áreas de Governança e Desenvolvimento e Políticas Públicas e Desenvolvimento, e seis diferentes cursos de Especialização (pós-graduação lato sensu), voltados para servidores públicos. A Escola oferece, ainda, cursos para altos executivos, direcionados para o alto escalão governamental.
Além disso, em agosto de 2016, a ENAP, em conjunto com o MPDG, inaugurou um Laboratório de Inovação em Governo (G.NOVA), que visa a promover a inovação no âmbito do setor público.

## Áreas de atuação
A Escola Nacional de Administração Pública atua nas seguintes áreas educacionais: Desenvolvimento Técnico e Gerencial; Formação de Carreiras; Aperfeiçoamento para Carreiras; Cursos de Especialização, e; Projetos Especiais.

## Escolas de Governo
As escolas de governo para a formação e o aperfeiçoamento dos servidores públicos (estabelecida pela Emenda Constitucional nº 19 de 1998), são mantidas pelo governo federal, governos estaduais e, o Distrito Federal. A participação em cursos é um dos requisitos para a promoção na carreira (subir de cargo). 
A Enap deve articular as ações da rede de escolas de governo do Poder Executivo federal e o sistema de escolas de governo da União (decreto nº 9991 de 2019, Política Nacional de Desenvolvimento de Pessoas, administração pública federal). Além disso, a Enap define as formas de incentivo para que as instituições de ensino superior sem fins lucrativos atuem como centros de desenvolvimento de servidores, com a utilização parcial da estrutura existente, de forma a contribuir com a PNDP.
Cabe também à Enap uniformizar diretrizes para as competências transversais de desenvolvimento de pessoas em articulação com as demais escolas de governo e unidades administrativas competentes do Poder Executivo federal.